# 核破砕反応
核破砕反応（かくはさいはんのう、英: nuclear spallation reaction）とは、加速した原子核が標的原子核にあたったとき複数の破砕片に崩壊するような反応を言う。

## 概要
破砕片には中性子過剰核や陽子過剰核などの天然には存在しないきわめて短寿命な核種（いわゆるエキゾティック原子核）が含まれる。
この破砕片を弁別しRIビームとして利用する研究が理研のRIビームファクトリー計画などで進められている。
ビームとして加速したRIは相対論的効果により寿命が延びるので非常に短寿命な核に関する研究が可能である。